# Stenus haitiensis
Stenus haitiensis är en skalbaggsart som beskrevs av Richard Eliot Blackwelder. Stenus haitiensis ingår i släktet Stenus och familjen kortvingar. Inga underarter finns listade i Catalogue of Life.